# Pierre Besnainou

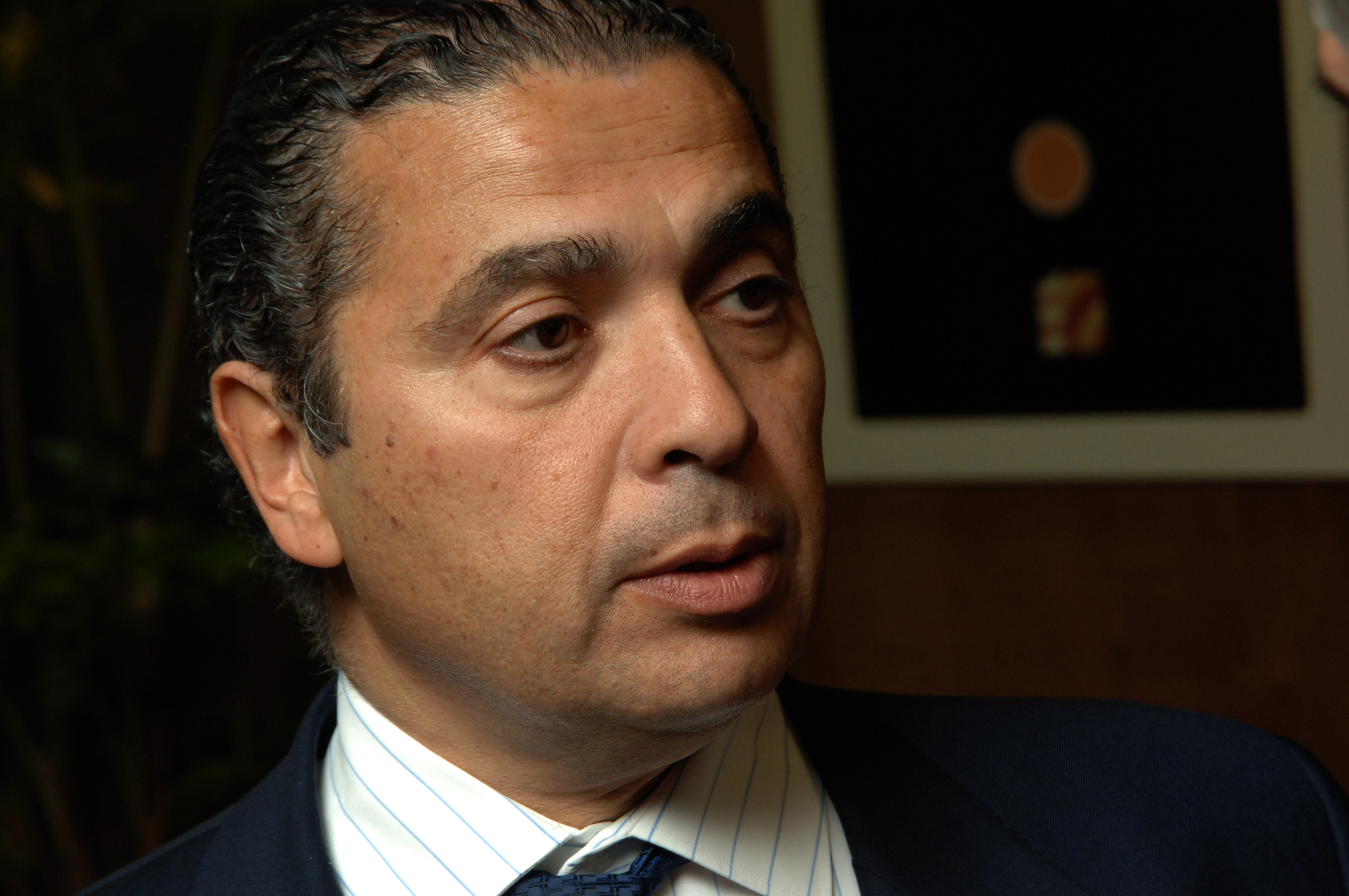
Pierre Besnainou

Pierre Besnainou (* 1955 in Tunis, Französisches Protektorat Tunesien) ist ein tunesisch-französischer Unternehmer. Von 2005 bis 2007 war er Präsident des Europäischen Jüdischen Kongresses.

## Leben
Besnainou wurde als Sohn einer jüdischen Mittelschichtfamilie im französischen Protektorat Tunesien geboren. 1972 zog er nach Paris. Er arbeitete im In- und Export und stand von 1981 bis 1995 der Groupe Kaisui vor. Von 1998 bis 2001 war er Gründungspräsident des börsennotierten IT-Unternehmens LibertySurf.
Er gründete die jüdische Auswanderungsorganisation AMI. 2006 übernahm er die Leitung der Wohltätigkeitsorganisation Fonds social juif unifié (FSJU). Von 2005 bis 2007 war er Präsident des Europäischen Jüdischen Kongresses (EJC). 2010 wurde er Vorsitzender der Stiftung Fondation du judaïsme français. Er ist Mitglied des Board of Governors des Peres Center for Peace, des Weizmann-Institut für Wissenschaften und der Jewish Agency for Israel. Für die Jewish Agency for Israel leitet er zudem mit einem Kollegen eine Arbeitsgruppe gegen Antisemitismus. Außerdem gehört er Gremien des Unified Jewish Social Fund und der französisch-israelischen Handelskammer an.
Er ist verheiratet und hat drei Kinder.

## Auszeichnungen
- 2007: Ritterkreuz der Ehrenlegion